# Romain Steppe
Romain Steppe, né à Anvers, le 13 janvier 1859 et mort à Saint-Amand, le 28 novembre 1927, est un peintre belge.
Son champ pictural, de facture réaliste nantie d'une touche impressionniste, couvre essentiellement les paysages et les marines. Il est admis, en 1888, en qualité de membre du cercle artistique Als ik Kan.

## Biographie

### Famille
Romain (Romanus Edmondus Josephus) Steppe, né à Anvers, le 13 janvier 1859, est le dernier des cinq enfants d'Albertus Romanus Steppe (1810-1873), négociant en charbons, natif de Ninove, et d'Anna Catharine De Block (1813-1859), native de Termonde, mariés à Anvers le 2 mai 1844. Romain Steppe devient orphelin de mère six mois après sa naissance,.

### Formation
Romain Steppe commence ses études secondaires, en 1873, au Collège Notre-Dame de la Paix à Namur, où il demeure jusqu'en 1878. Son frère aîné, devenu chef de famille, l'envoie durant un an en pension en Grande-Bretagne, puis à l'université de Bonn, où une maladie le contraint six mois plus tard, à revenir à Anvers. Il souhaite se consacrer désormais à une carrière artistique.  Sur les conseils de son professeur, le peintre Gustave Van Hoorde qui dirige son atelier de peinture décorative à Anvers, suit les cours dispensés par Charles Boland et Isidore Meyers. Il peint en compagnie de ce dernier à Hamme, Zandvliet et Saint-Amand dans les années 1880,.

### Carrière
Les premiers salons triennaux belges où Romain Steppe expose sont : le Salon de Gand de 1886 et le Salon d'Anvers de 1888. Ensuite, il expose à Amsterdam, Prague, et dans de nombreuses villes françaises : Boulogne-sur-Mer, Bordeaux, Limoges, ….
En 1888, Romain Steppe devient membre du groupe Als ik Kan. Ami d'Émile Verhaeren, il séjourne volontiers à Saint-Amand, au bord de l'Escaut, lieu de naissance de l'écrivain et rendez-vous d'artistes et s'adonne parfois à la poésie.
Lors de l'Exposition universelle d'Anvers de 1894, le roi Léopold II lui achète L'Orage approche, destiné à orner le palais royal de Bruxelles. Romain Steppe expose à plusieurs reprises (1891, 1895, 1897 et 1898) avec le sculpteur Alphonse Van Beurden (père) lors de petits salons organisés à Anvers,,.
Romain Steppe meurt à Saint-Amand, commune d'Anvers, où il résidait depuis quelque temps, travaillant à son chevalet du matin au soir, à l'âge de 68 ans, le 28 novembre 1927. Ses funérailles ont lieu, le 2 décembre suivant, en l'église paroissiale du Sacré-cœur de Jésus.

## Œuvres

### Caractéristiques
Son champ pictural, de facture réaliste nantie d'une touche impressionniste, couvre essentiellement les paysages et les marines. Il représente des vues de bateaux, de ports qu'il peint au bord de l'Escaut et de la mer du Nord et laisse une œuvre variée et abondante,.

### Réception critique
En 1895, dans son article consacré à l'exposition conjointe des œuvres de Romain Steppe et d'Alphonse Van Beurden, à la salle Verlat, la critique du quotidien La Métropole écrit : 

« M. Romain Steppe exhibe une soixantaine de marines, parmi lesquelles quelques œuvres capitales. Quelle belle page, par exemple, que ces quelques vagues roulant majestueusement sous un ciel de feu. . Un vrai tableau de musée, poétique et bien profonde est La Rade, vendue dès le premier jour de l'ouverture de l'exposition. . Et cet autre tableau représentant deux barques ballottées par le remous d'un remorqueur. Comme il est « vécu » et combien vrai le mouvement et la couleur de l'eau. Je ne connais pas de peintre qui, mieux que M. Steppe, rende tour à tour le calme majestueux du fleuve ou l'impétuosité de la vague mugissante. On dirait vraiment que chez lui le chantre de la grande nature est doublé du rêveur, tant on rencontre dans ses œuvres de majesté et de poésie. »

### Expositions

#### Expositions triennales belges
- Salon de Gand (XXXIII) de 1886 : Le Bateau de passage, temps gris[5].
- Salon d'Anvers de 1888 : Le Calme, soir[6].
- Salon de Gand (XXXIV) de 1889 : Embarcadère à la Tête de Flandre, après-midi de mai et L'Escaut devant Anvers, après-midi de mai, temps clair[10].
- Salon d'Anvers de 1891 : Soir de septembre - bords de l'Escaut en Flandre et En mer[11].
- Salon de Gand (XXXV) de 1892 : La Plage flamande, soir de mai, Le Shakespeare Cliff, Douvres, décembre, après-midi[12].
- Salon de Bruxelles de 1893 : La mer du Nord[13].
- Salon d'Anvers de 1898 : Comme dans un rêve[14].
- Salon de Gand (XXXVII) de 1899 : Un instant de rêverie[15].

#### Autres expositions belges
- Exposition d'Als ik Kan (XXIV), d'octobre à novembre 1890 : Un Setter et Un Pointer[16].
- Exposition conjointe de Romain Steppe et Alphonse Van Beurden, salle Verlat à Anvers, du 18 au 25 octobre 1891[17].
- Exposition d'Als ik Kan (XXV), du 14 au 29 novembre 1891 : plusieurs marines[18].
- Exposition au Cercle artistique de Bruxelles du 17 au 24 avril 1892)[19].
- Exposition du cercle Arte et Labore de 1894 à Anvers[20].
- Exposition conjointe de Romain Steppe et Alphonse Van Beurden, salle Verlat à Anvers, en décembre 1895 : le premier expose une soixantaine de marines, dont La Rade[7].
- Exposition conjointe de Romain Steppe et Alphonse Van Beurden, au Cercle artistique à Anvers, du 14 au 21 novembre 1897[8].
- Exposition conjointe de Romain Steppe et Alphonse Van Beurden, salle Verlat à Anvers, du 9 au 18 avril 1898 : le premier expose seulement quelques toiles[9].
- Salon de Liège de 1902 : Vagues[21].
- Exposition Romain Steppe, salle de la Métropole à Anvers, en décembre 1904 : 52 tableaux, dont Nocturne d'octobre [22].
- Exposition Romain Steppe, salle de la Métropole à Anvers, du 2 au 12 décembre 1905 : Nocturne, Coin de crique,…[23].
- Exposition des artistes anversois, salle des Fêtes à Anvers, du 30 novembre au décembre 1911[24].

#### Expositions européennes
- Exposition universelle d'Anvers de 1894 : L'Orage approche, acquis par le roi Léopold II et destiné à orner le palais royal de Bruxelles[4].
- Exposition des arts anciens et modernes de Bordeaux en 1895 (XIII) : Anvers, février vers le soir et Soir d'août[25].

### Galerie d'œuvres

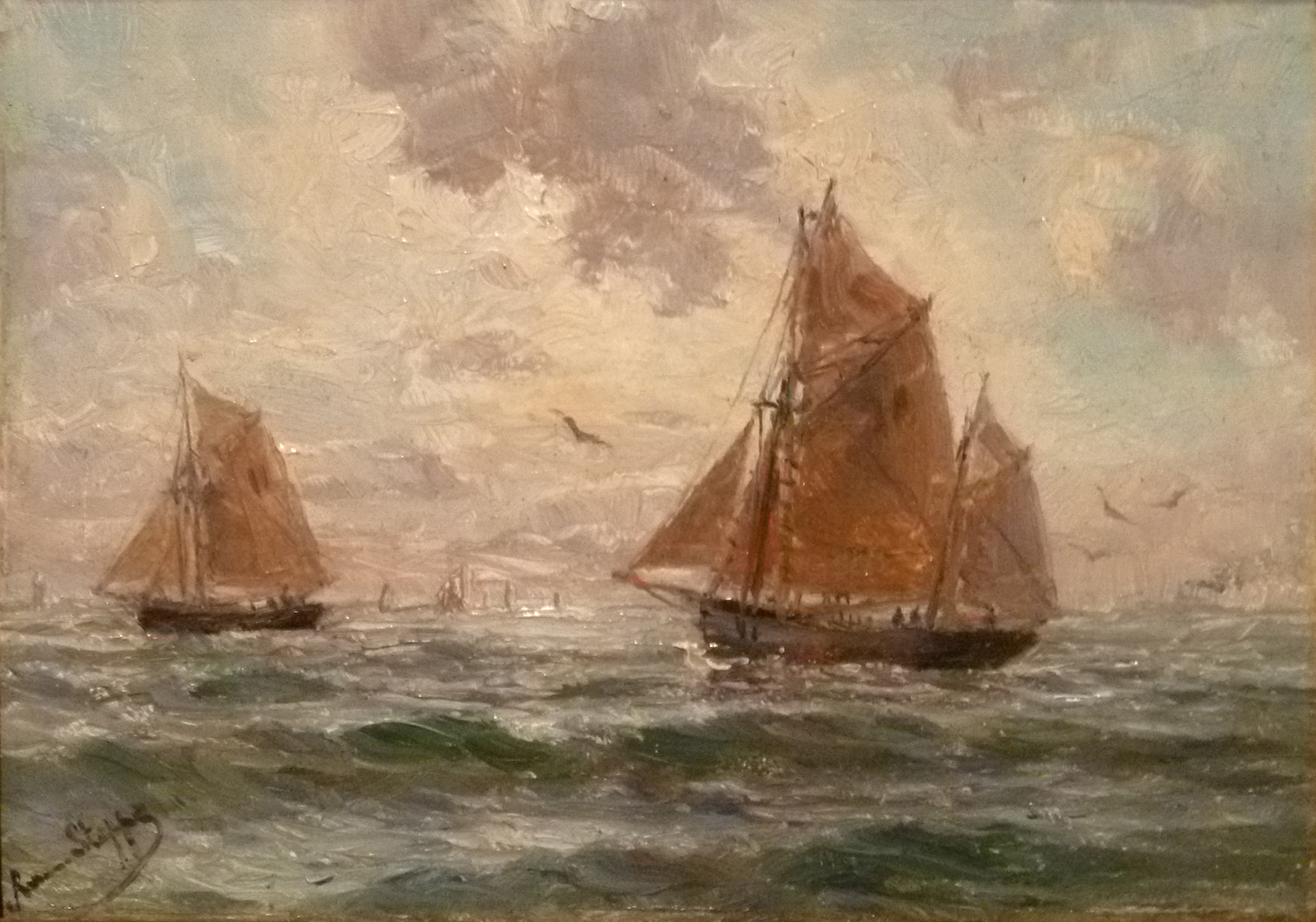
Après-midi de printemps à la mer du Nord..
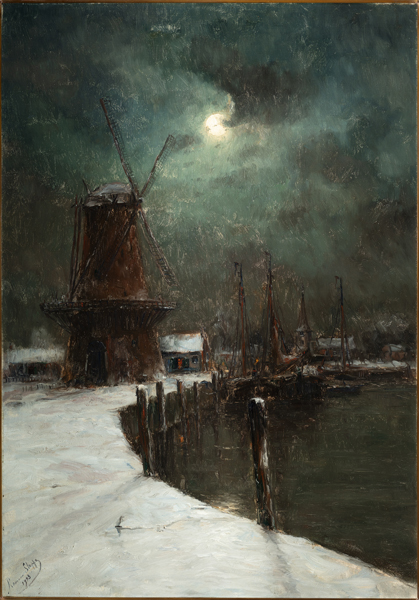
Moulin sous la lumière de la lune..
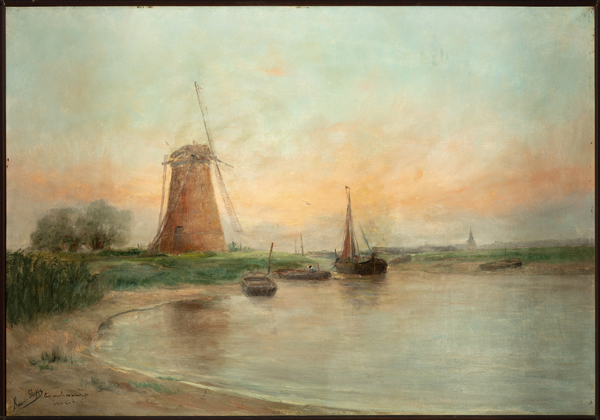
Moulin des voleurs sur les bords de l'Escaut à Weert..
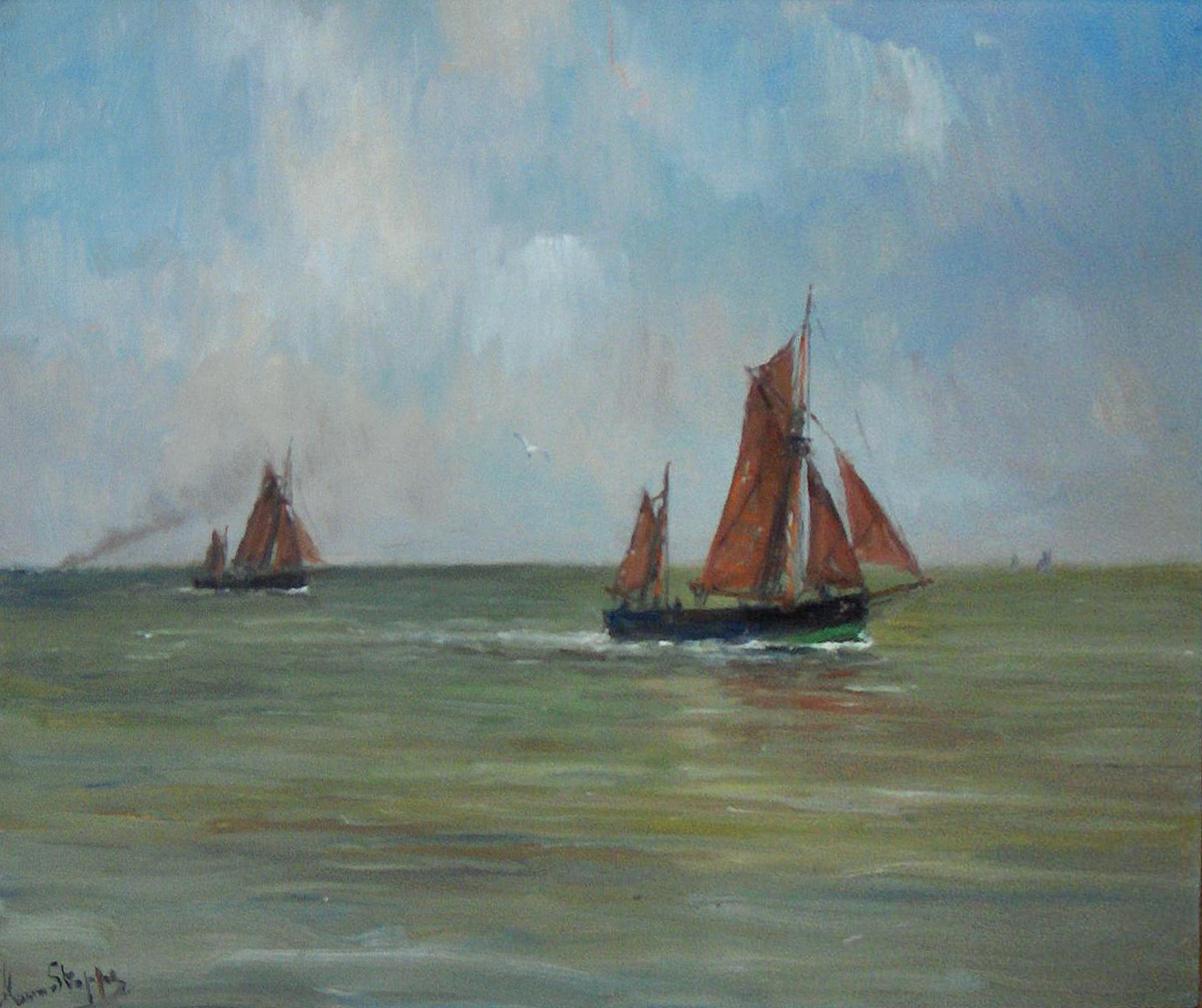
Mer du Nord à Ostende..
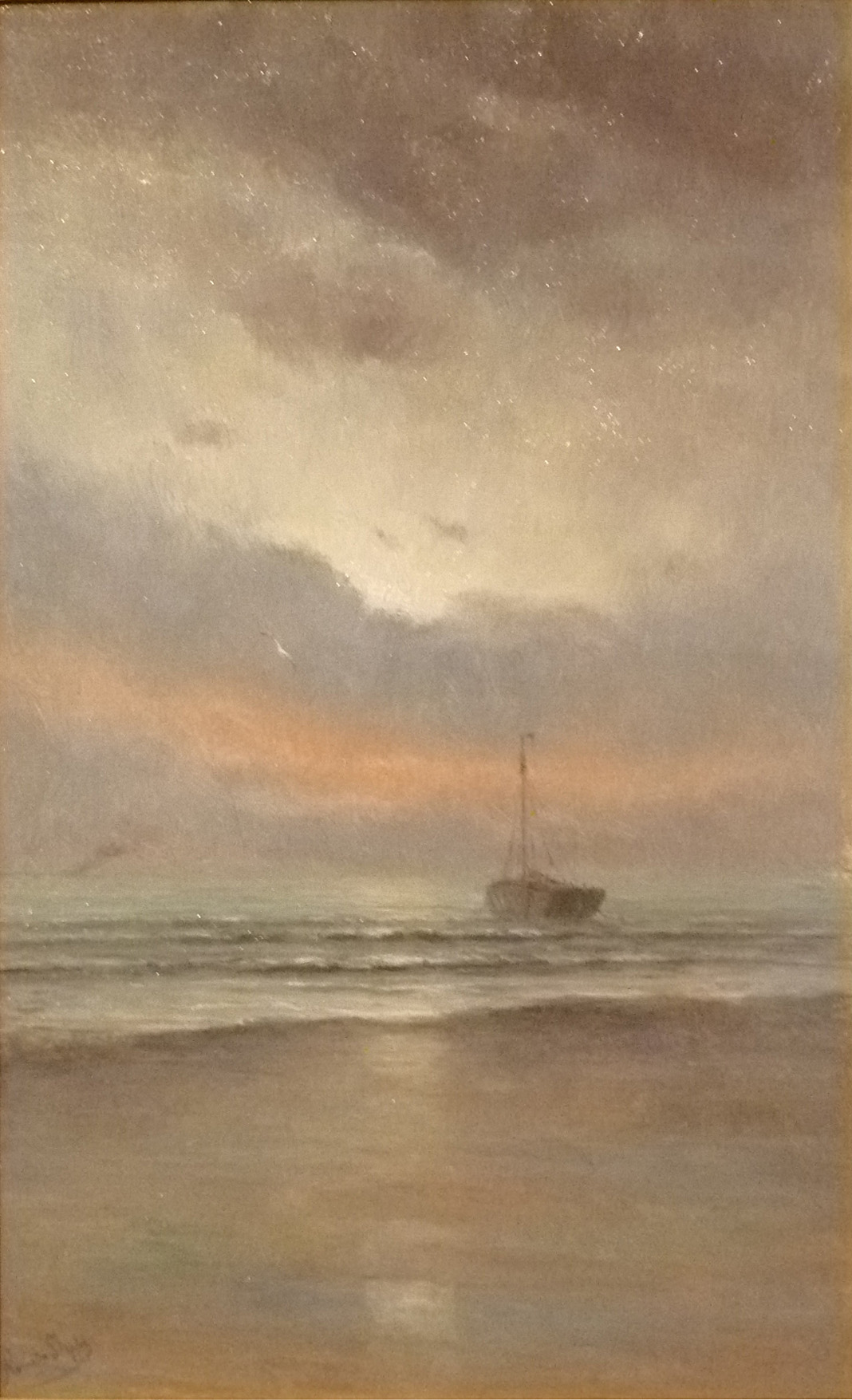
Soir de mai à marée basse..